# 法利帕米
法利帕米是一种含氮有机化合物，分子式C24H32N2O5，可用作鈣通道阻滯劑。